# Stendahls
Stendahls är en svensk kreativ byrå med fokus på kommunikation, design och digital utveckling, grundad 1954 i Göteborg. Sedan 2021 är byrån en del av den europeiska byrågruppen iO. Stendahls arbetar med reklam, kommunikation, strategi och digitala användarupplevelser. Namnet kommer från grundaren Leif Stendahl som startade företaget 1954.
2010 skedde ett större ägarbyte. 2021 förvärvades Stendahls av den europeiska byrågruppen iO.

## Utmärkelser
Stendahls har vunnit flera priser i reklamtävlingar, bland annat:
- Guld i Eurobest 2024 för kampanjen "EX90" [4]

- Guld i Strategy Awards 2024 för kampanjen ”Laika 13” [5]

- Guld i Svenska Designpriset 2024 för kampanjen "EM90 – The grand Opening" [6]

- Silver i Guldägget 2024 för kampanjen "Laika 13" [7]